# Brunyola i Sant Martí Sapresa
Brunyola i Sant Martí Sapresa (bis 2018 nur Brunyola, spanisch Bruñola) ist eine katalanische Gemeinde mit 395 Einwohnern (Stand: 2024) in der Provinz Girona im Nordosten Spaniens. Sie liegt in der Comarca Selva. Die Gemeinde besteht neben dem Hauptort Brunyola aus der Ortschaft Sant Martí Sapresa.

## Geographie
Brunyola i Sant Martí Sapresa liegt etwa 15 Kilometer südwestlich von Girona und etwa 88 Kilometer nordöstlich von Barcelona in einer Höhe von ca. 245 m.

## Demografie
| 1970 | 1981 | 1991 | 2001 | 2011 | 2021 |
| ---- | ---- | ---- | ---- | ---- | ---- |
| 684  | 499  | 373  | 357  | 400  | 390  |

## Kultur und Sehenswürdigkeiten
- Alte Burgruine
- Reste der Festung von Brunyola
- Fructuosuskirche in Brunyola
- Martinskirche in Sant Martí Sapresa
- Romanuskapelle
- Marienkapelle

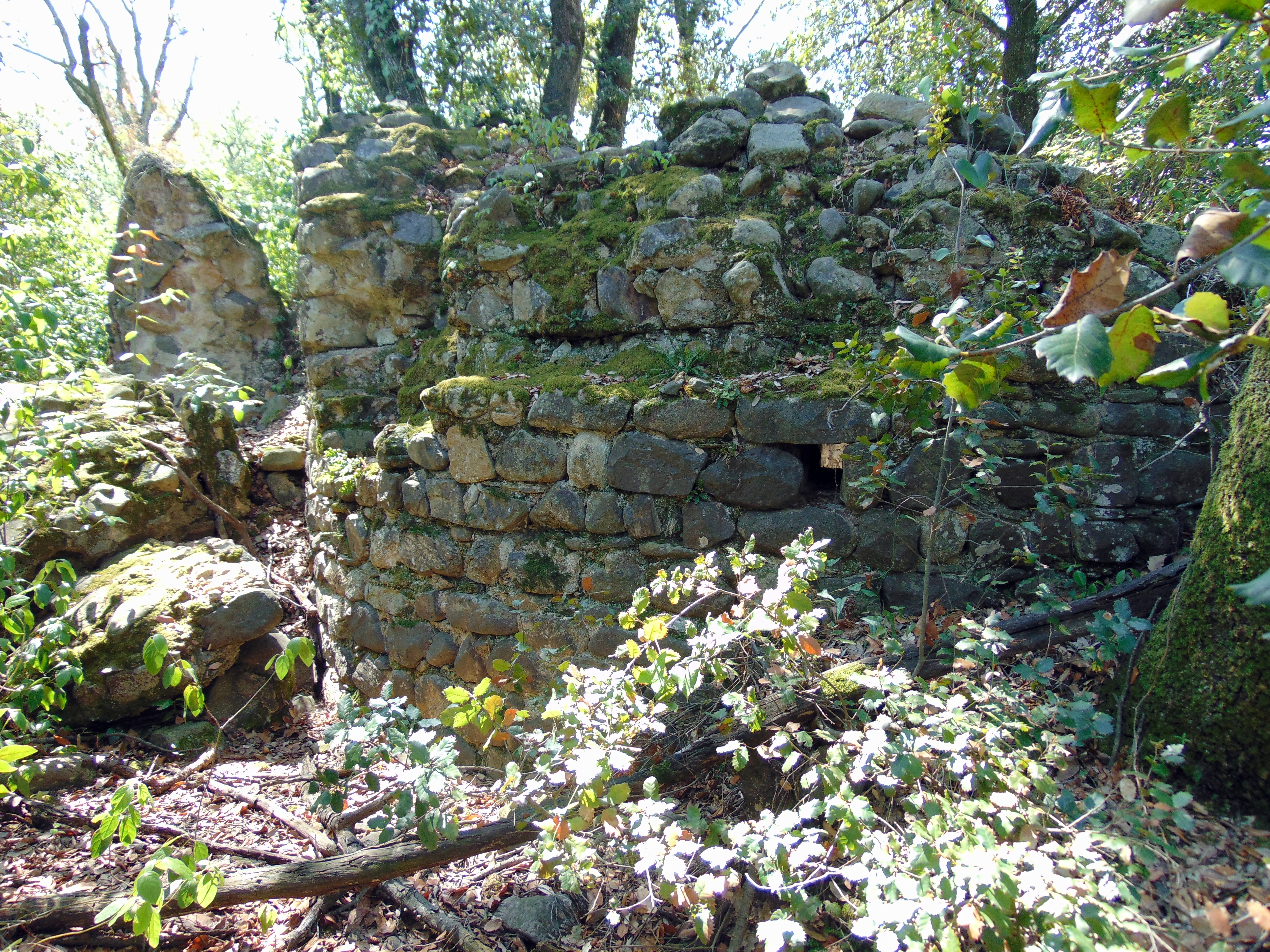
Alte Burgruine
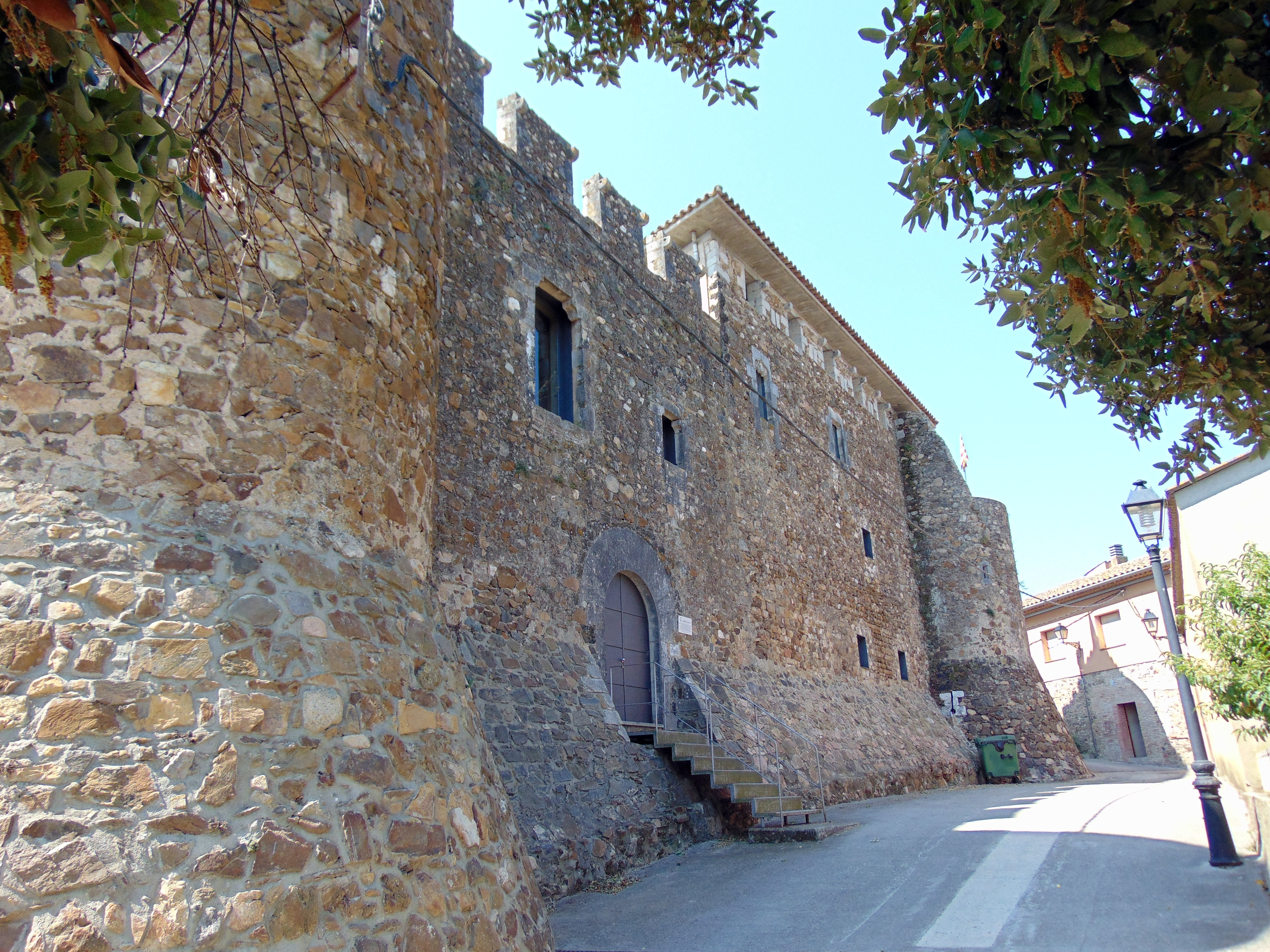
Festungsreste
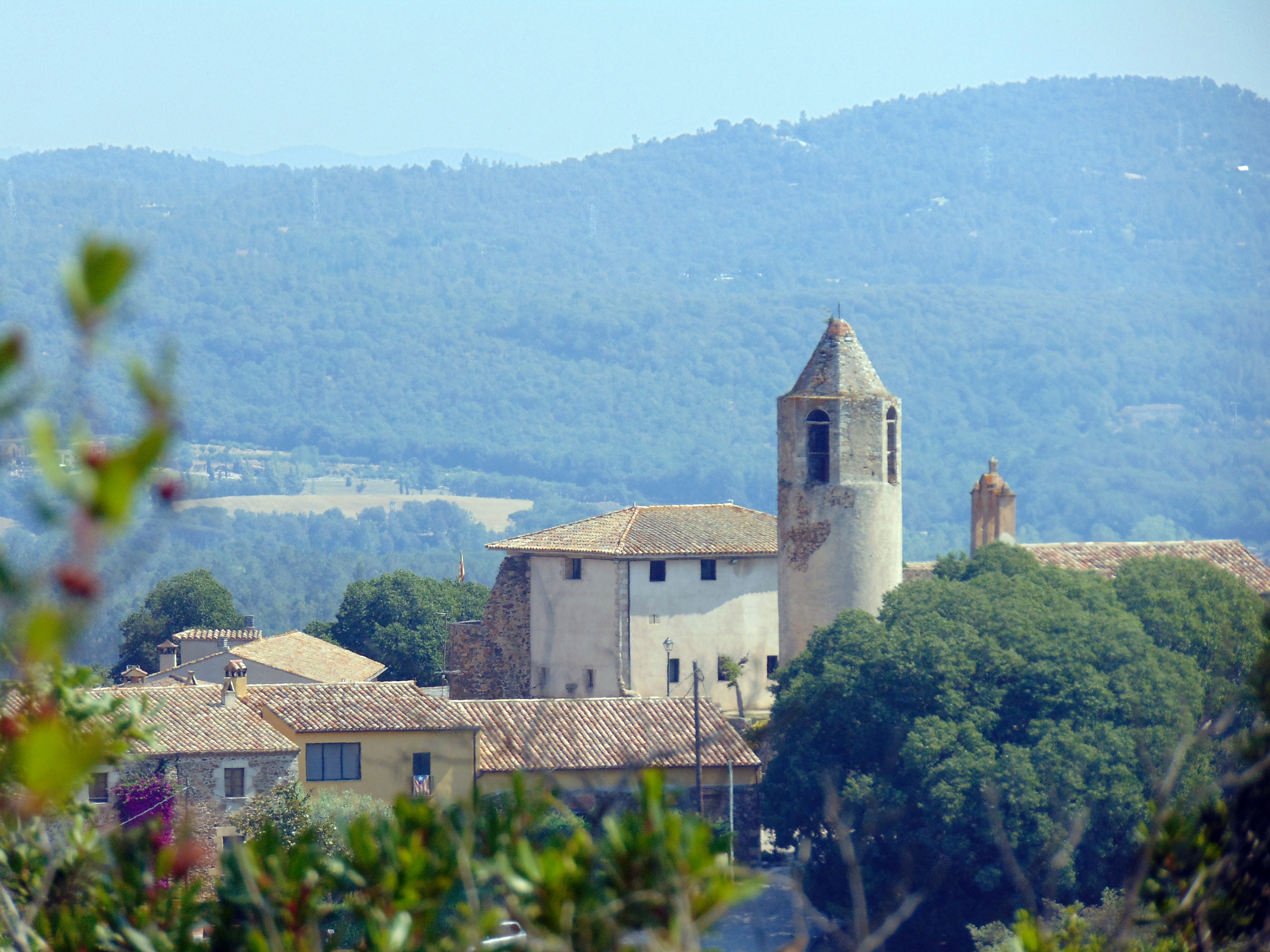
Fructuosuskirche
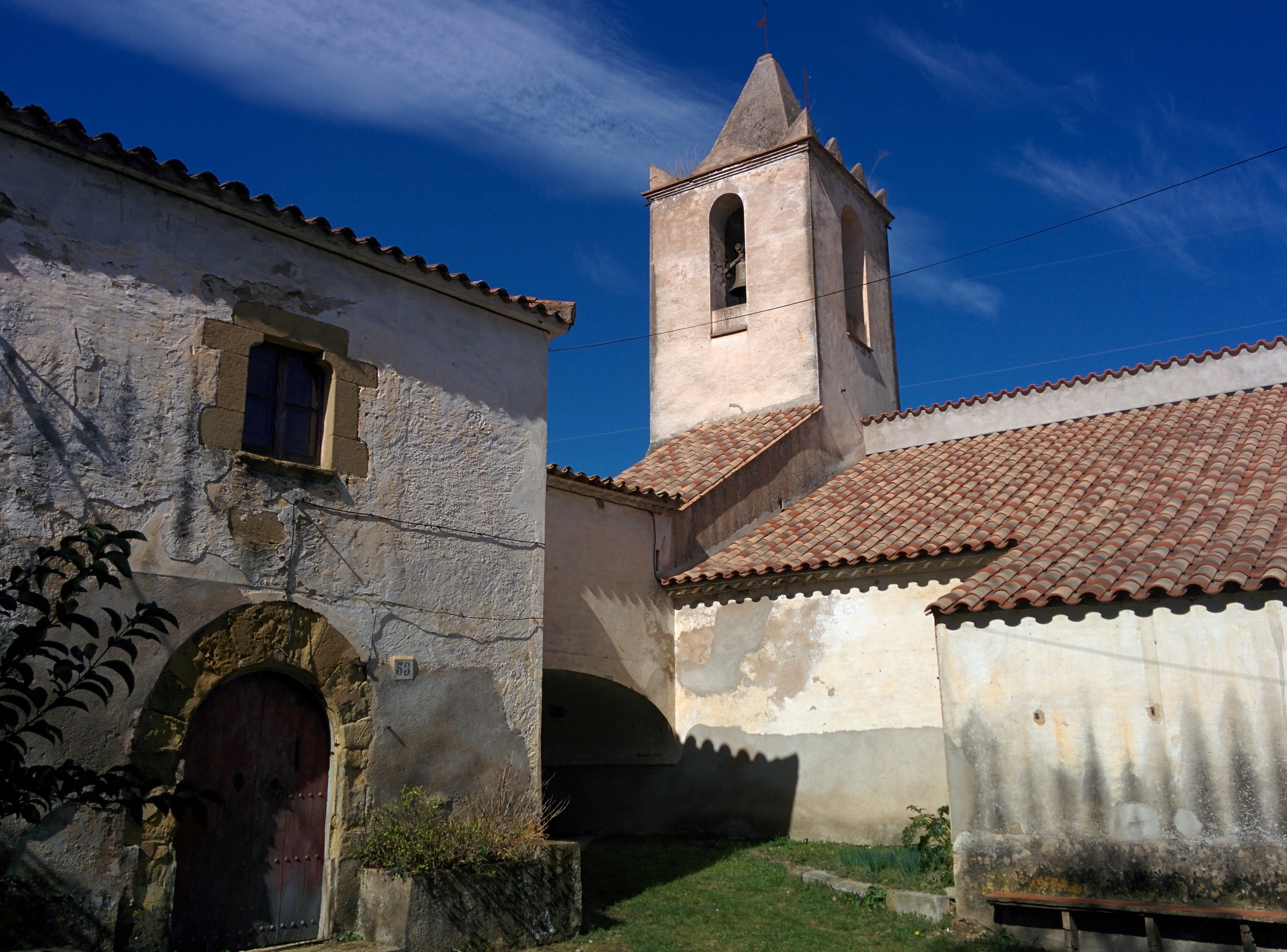
Martinskirche
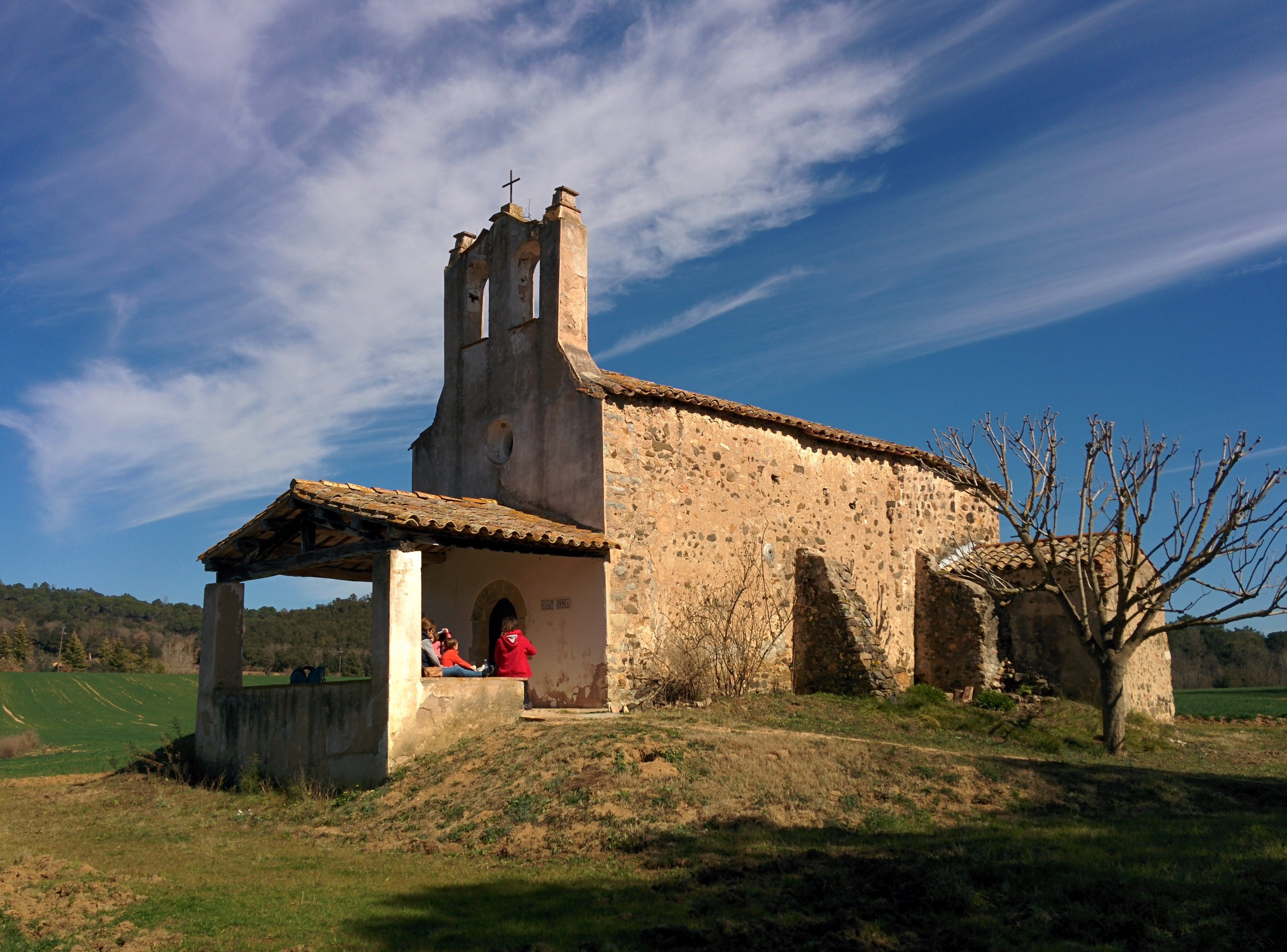
Romanuskapelle
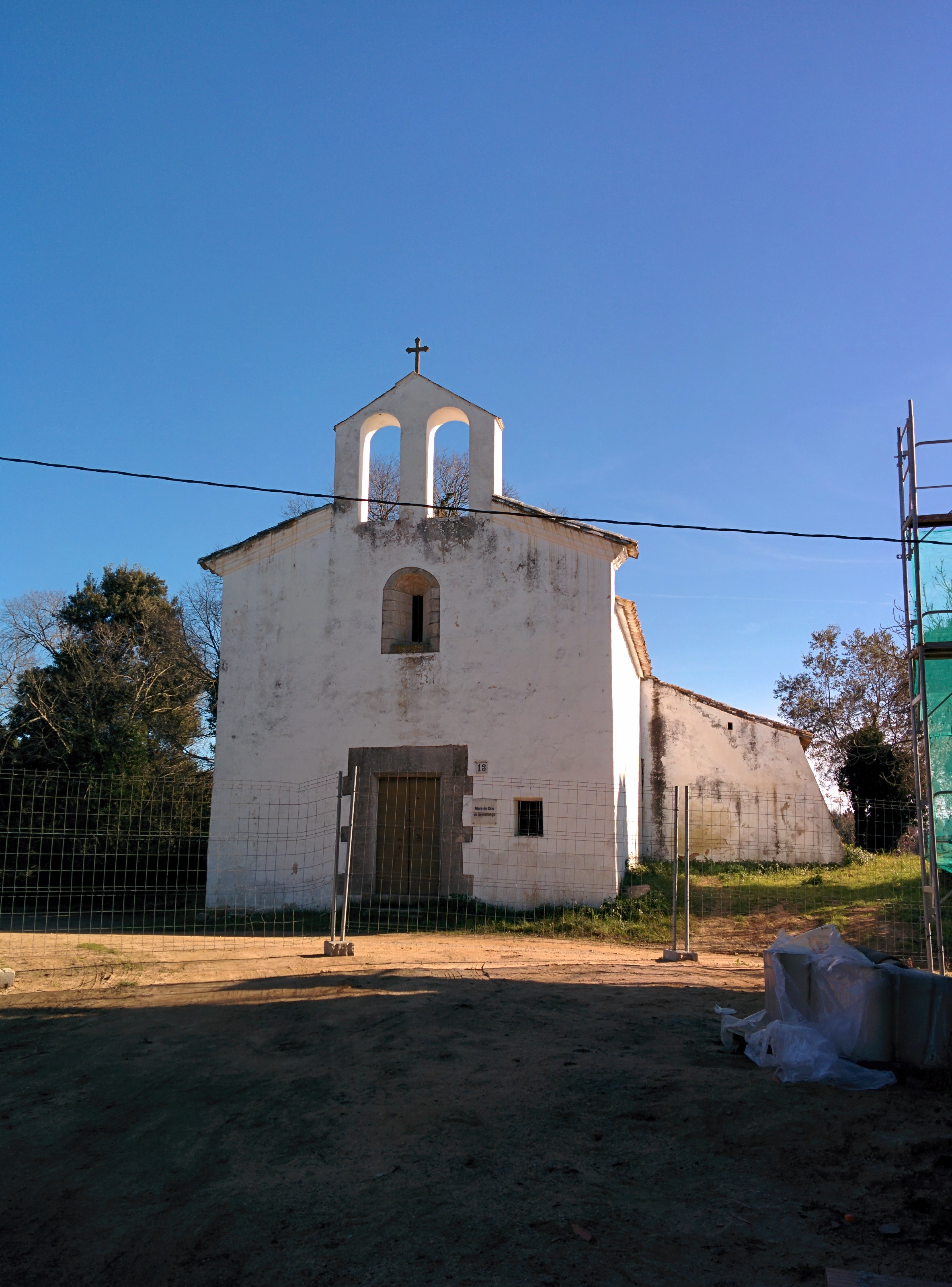
Marienkapelle